# Brigade blanche
Ne doit pas être confondu avec Brigades blanches ou Brigada Blanca (Mexique).
La Brigade blanche (Witte Brigade), dont le nom fut d'abord De Geuzengroep et qui prit après la libération celui de Witte Brigade-Fidelio, est un groupe de résistance belge fondé durant l'été 1940 à Anvers par Marcel Louette, surnommé Fidelio.
Le nom fut choisi par opposition à la Zwarte Brigade (en français : Brigade noire), groupe de collaborateurs sous le commandement du SS-Untersturmführer Reimond Tollenaere qui était responsable de la propagande du VNV. La Brigade blanche était surtout implantée à Anvers mais avait des ramifications partout dans le pays et notamment à Gand, Lierre, Alost, Bruxelles, dans le Pays de Waes, à la côte et en région wallonne.

## Archives
C’est le CegeSoma (Archives de l’Etat belge, centre d'expertise belge de l'histoire des conflits du 20e siècle) qui détient les archives de la Witte Brigade : “La Witte Brigade naît le 23 juillet 1940 au cours d'une réunion rassemblant autour de l'enseignant et officier de réserve Marcel Louette (1907-1978), quelques-uns de ses amis de la Jonge Geuzenwacht, dont il est le président. Le recrutement, opéré d'abord parmi les connaissances des fondateurs, s'étend rapidement aux milieux de l'administration communale, du port et de la police. Limité en 1940 à Anvers et à ses environs, le mouvement gagne à partir de 1941 le reste de la Flandre.”

## Activités
Les principales activités de la Brigade consistaient en de la propagande anti-allemande, en l'établissement de liste de collaborateurs, en l'organisation d'évènements patriotiques lors de dates importantes pour la Belgique comme le 21 juillet ou le 11 novembre. Elle a également publié son propre journal de propagande nommé Steeds verenigd – Unis Toujours qui parut environ 80 fois. Qui plus est, la brigade recueillit des renseignements militaires sur le port d'Anvers et sur les plans allemands d'une éventuelle invasion de l'Angleterre (Opération Seelöwe) et s'occupa de rapatriement de pilotes alliés vers l'Angleterre. La Brigade avait des liens avec différents services de renseignements parmi lesquels Luc, Bravery, et le Groupe zéro. En outre, la Brigade blanche avait des contacts avec le gouvernement en exil et le gouvernement britannique.

## Membres et arrestations
Beaucoup de membres de la Brigade blanche étaient policiers. Le corps de police de Deurne y était fortement représenté. À partir de 1943, beaucoup de membres furent arrêtés. Chez un membre important, une liste contenant des noms de résistants fut trouvée, ce qui mena à l'arrestation de 58 personnes qui furent déportées dans les camps en Allemagne. À Deurne, en janvier 1944, une rafle permit l'arrestation de 62 agents. Le 9 mai de la même année, le fondateur Marcel Louette fut appréhendé et envoyé au camp de concentration d'Oranienbourg. Il survécut à l'horreur des camps et vécut jusqu'en 1978 : il meurt la veille de son 71e anniversaire, le 23 février 1978, il est inhumé à Anvers (Hoboken) au Schoonselhof. Au total, la Brigade blanche perdit 400 membres sur les 3 750 reconnus.

## Réalisations
Malgré les lourdes pertes qu'eut à subir la Brigade blanche, tout comme l'Armée secrète, le Front de l'Indépendance, le Mouvement national royaliste et le Groupe G, les Alliés purent capturer le port d'Anvers presque intact. L'influence de la Brigade blanche fut considérable. La dénomination Brigade blanche se généralisa dans l'opinion publique et désigna petit à petit les autres groupes de résistants. Pour cette raison, après la libération, on rajouta le surnom de Marcel Louette, Fidelio, au nom Brigade blanche pour distinguer le groupe des autres groupes de résistants.

## Implantation
La Brigade blanche avait des groupes dans les villes suivantes :
- Alost
- Aerschot
- Anvers
- Berchem
- Berlaar
- Bertem
- Beveren-Waes
- Boom
- Borgerhout
- Bourg-Léopold
- Broechem
- Bruges
- Bruxelles
- Deurne
- Duffel
- Eupen
- Genk
- Gand
- Gierle
- Hemiksem
- Herent
- Herenthout
- Heist-op-den-Berg
- Hoboken
- Hombeek
- Hoogstraten
- Kapelle-op-den-Bos
- Kessel-Lo
- Kontich
- Cortenbergh
- Lichtervelde
- Lierre
- Lissewege
- Leefdaal
- Louvain
- Lombardsijde
- Londerzeel
- Luxembourg
- Malmedy
- Mortsel
- Malines
- Merksem
- Muizen
- Ninove
- Oelegem
- Ostdunkerque
- Ostende
- Puers
- Saint-Amand
- Saint-Gilles-Waes
- Theux
- Tirlemont
- Tongres
- Waesmunster
- Zeebruges

## Documentaire
En Flandre, “environ 50.000 citoyens ont lutté. (…) Kinderen van het Verzet est une série documentaire diffusée sur Canvas (VRT) qui donne pour la première fois la parole aux enfants de résistants flamands.”

## Sources
1. ↑  Joyce Azar, « La résistance flamande, une histoire quasi oubliée au nord du pays », RTBF,‎ 27 novembre 2019

- (nl) Cet article est partiellement ou en totalité issu de l’article de Wikipédia en néerlandais intitulé « Witte Brigade » (voir la liste des auteurs).